# Райкерс
Райкерс (англ. Rikers Island) — острів-в'язниця в протоці Іст-Рівер у межах міста Нью-Йорк, в районах Квінс і Бронкс. Відстань до найближчого берега — 80 метрів (до краю злітно-посадкової смуги аеропорту Ла-Гуардія). Є найбільшою виправною колонією в світі.

## Опис
Острів витягнутий з північного заходу на південний схід. Приблизні розміри 2 × 1 км. Весь острів скритий комплексом тюремних споруд. Єдине сухопутне сполучення з материком — міст острова Райкерс, відкритий в 1966 році, до цього на острів можна було потрапити тільки по воді.
За переписом 2009 року населення (переважна більшість з яких — ув'язнені) становило 11 350 осіб. При цьому інфраструктура острова розрахована на одночасне перебування там 14 000 ув'язнених, 7000 співробітників силових відомств і 1500 цивільних осіб. В середньому в робочий час на острові одноразово перебувають близько 20 000 чоловік.
До 1954 року площа острова становила 0,36 км², але тоді почалися планомірні насипні роботи, спрямовані на збільшення площі, і до 2011 року вона вже становила майже 1,7 км².

## Історія

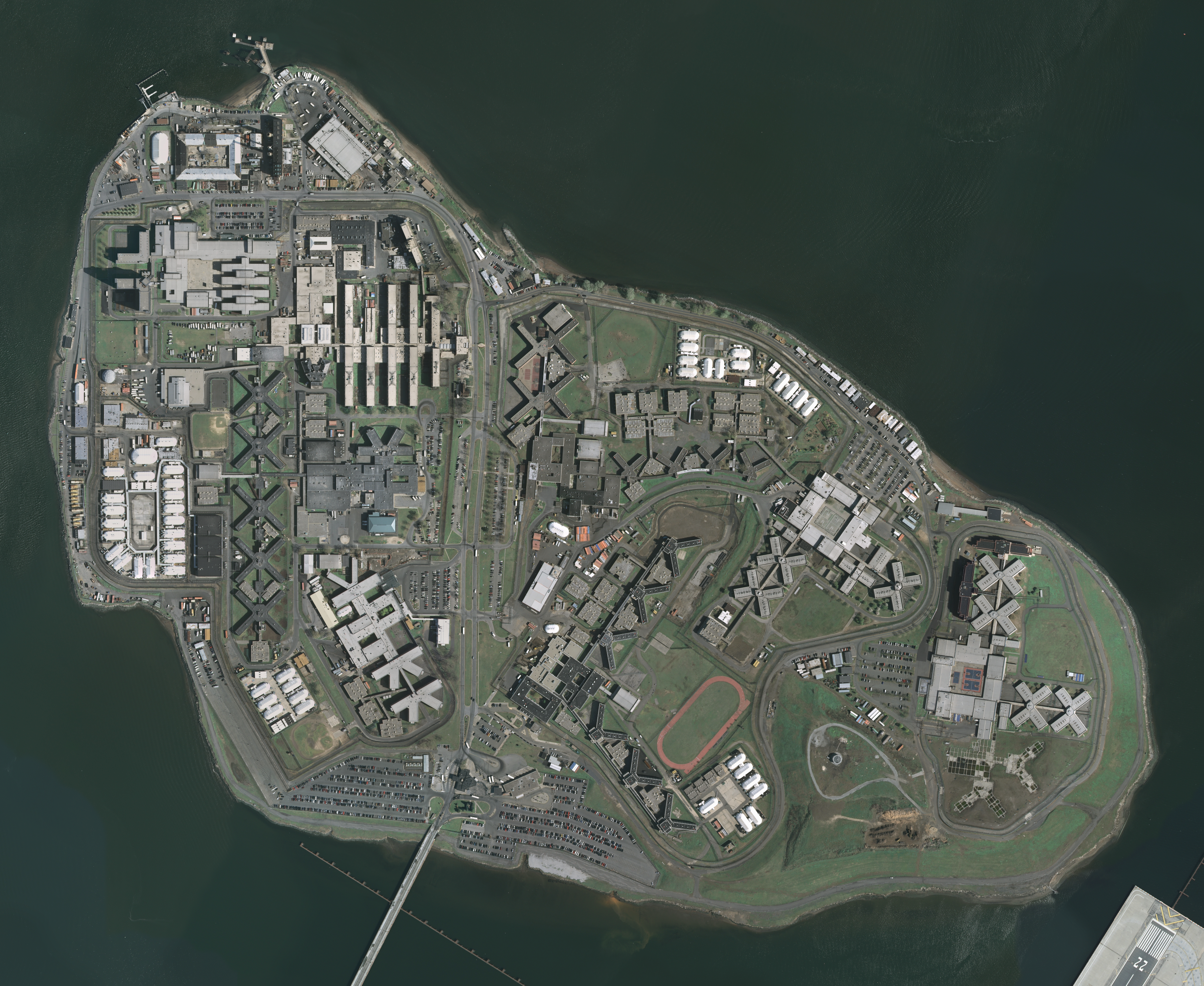
Вид з висоти бл. 1,7 км. У нижній частині знімка — Міст Острова Райкерс, внизу праворуч — край злітно-посадкової смуги аеропорту Ла-Гуардія

Острів отримав свою назву від імені Абрагама Рікена — голландського поселенця, який прибув на Лонг-Айленд в 1638 році. Його спадкоємцям належав острів Райкерс до 1884 року, коли острів було продано державі за $ 180 000. З цього часу і до наших днів острів використовується як в'язниця (спочатку — як сировинна база до сусідньої в'язниці).
Під час Громадянської війни острів використовувався як навчальний полігон. 15 травня 1861 року вперше для цієї мети туди прибув 9-й Нью-Йоркський піхотний добровольчий полк, згодом прибули інші підрозділи.
З 1884 року на острові почали облаштовувати ферми для харчування ув'язнених, які утримувалися на сусідньому острові Блеквелс (нині — острів Рузвельт). У 1932 році було відкрито в'язницю, куди перевели більшість ув'язнених з острова Блеквелс, де всі тюремні споруди на той час сильно постаріли.

## В'язниця
На острові знаходяться десять окремих в'язниць, в тюремний комплекс входять, крім власне приміщень для утримання в'язнів, школи, ігрові майданчики, каплиці, спортзали, магазини, перукарні, хлібопекарня, електростанція, автобусний парк і навіть автомийки.
У моменти переповнення в'язниці деякі ув'язнені містилися на спеціальній 800-місцевій баржі Vernon C. Bain Correctional Center, що увійшла до ладу в 1992 році.
З 1970-х до грудня 2005 року в тюрмі існували окремі блоки для в'язнів з нетрадиційною сексуальною орієнтацією, але були усунені «з метою посилення безпеки».
З 1965 року в головній їдальні тюремного комплексу на висів малюнок Сальвадора Далі, який той написав як вибачення ув'язненим за те, що не зміг бути присутнім у них на лекції з мистецтва, як обіцяв. У 1981 році малюнок перенесли в хол «з метою збереження», а в березні 2003 року він був замінений на підробку, а оригінал вкрадений, у цій справі висунули звинувачення чотирьом співробітникам. Незважаючи на те, що троє з них визнали себе винними, а четвертий був виправданий, оригінал так і не був знайдений.
Восени 2019 року стало відомо про закриття виправної установи. Головна причина — постійні порушення з боку наглядачів і адміністрації, а також погане управління. Міська рада Нью-Йорка проголосувала за закриття в'язниці до 2026 року.